# 蒔蘿
蒔蘿，是傘形科蒔蘿屬中唯一的一種植物，為一年生草本植物，原生於西亞，後西傳至地中海沿岸及歐洲各地，現今地中海和東歐為主要的生產地，外形類似茴香，高度約為一至四英呎高，黃色小花呈傘狀分布，葉為針狀分針。台灣話稱為「茴香仔」。

## 特徵

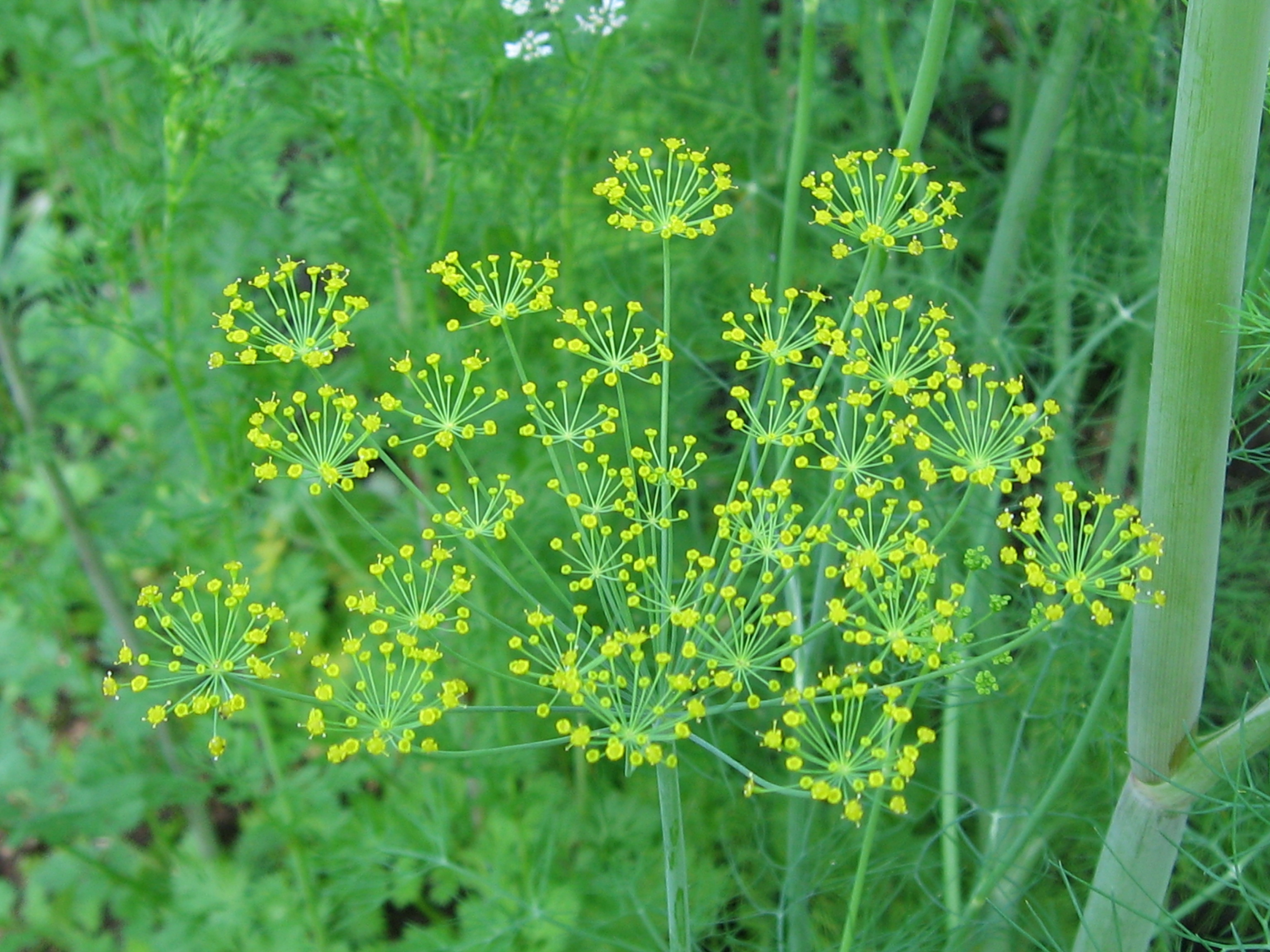
蒔蘿的花

屬芹菜科的一年生草本植物，地中海、南俄羅斯、伊朗、印度北部一帶是其原產地。植株外型與茴香相似，但茴香氣味較甜，而蒔蘿則有較明顯的辛香味。

## 成份
葉片、莖、果實的香氣具有濃烈的辛香味，這是由於蒔蘿含有豐富的苯丙素及三萜類化合物。另外，根據5000年前書於紙莎草紙之上的古埃及文獻記載，可知蒔蘿曾被當作藥用植物。語源來自斯堪地納維亞語的dilla，意指「鎮定」、「緩和」、「安慰」，因蒔蘿本身具有緩和疼痛的鎮靜作用。

### 有效成份
- 芹菜腦（Apiole[1][2]）
- 香芹酮（Carvone[3][4]）
- 肉豆蔻醚（Myristicin[4][5]）
- 繖形花内酯（Umbelliferone[4]）

### 藥效
此外，蒔蘿還可用來治療頭痛、健胃整腸、消除口臭、為糖尿病及高血壓等疾病患者的減鹽料理增添風味、讓夜啼的幼兒趨於平靜等多種效果，而蒔蘿油則可用來舒緩腸胃不適、增強食慾及舒緩情緒等。

### 調味
食用多用於魚類烹調，用以去除腥味或增加香草風味，此外也用於湯類、泡菜、馬鈴薯、麵包以及醃製食物等，也可以直接作為佐料使用。其果實和種子，在尚未成熟時採收使用，可以提炼成精油食用，也可以经过晾晒干燥处理成为香辛料；其葉子（又稱作蒔蘿草）亦作為香草料，可以新鲜食用，也可以干燥加工，气味幽香，可用於魚類、海鮮、沙拉等料理烹飪。

## 歐美民俗的應用方法
在歐美傳統民俗療法中蒔蘿被應用於治療失眠、頭痛、預防口臭及動脈硬化，另有用於促進乳汁分泌及治療打嗝等用途。料理，可使魚肉滑嫩順口，促進消化，故有「魚之香草」美稱。

## 傳說
中世紀也被用來驅魔，人們多數喜歡在門口或窗上結掛蒔蘿。另一方面，中世紀的人們也將蒔蘿當作一種祈求愛情的靈藥，據說女孩或男孩有了中意人時，便會設法偷偷將蒔蘿塞入對方的口袋，以祈求兩人能幸福相愛。
此外有些地方，新娘也會在自己的鞋子裡塞進少許鹽和一小枝茴香，衣服上會用蒔蘿裝飾藉以祈求婚姻幸福。

## 延伸阅读
[在维基数据编辑]
 《欽定古今圖書集成·博物彙編·草木典·蒔蘿部》，出自陈梦雷《古今圖書集成》
 《植物名實圖考·蒔蘿》，出自吳其濬《植物名實圖考》